# 三森麻美
三森 麻美（みもり あさみ）は、日本の女優。
鹿児島県生まれ、宮崎県出身。

## 経歴

### 上京に至るまで
鹿児島県生まれ、宮崎県出身。幼少時より、仲間由紀恵、アンジェリーナ・ジョリーに影響を受ける。中学の頃に見た映画「アルマゲドン (映画) 」を見て、ブルース・ウィリスの演技に感銘を受け、役者という職業に本格的に憧れを抱く。同じ宮崎出身のモデル今宿麻美のエッセイも影響し、芸能界入りを後押し。もっとも、周囲に言い出せないまま一旦は就職。しかし、役者になることを諦めきれず、地元の演技スクールへ行くことを決める。映画の現場に触れるため、2本の映画にエキストラ出演後、2011年、24歳で上京。

### デビューに至るまで
- 上京し、ENBUゼミナールへ入校。
- 2011年度春期映像俳優コース卒業。
- 在学中に出演した映画「ボトルシップ」（金谷真由美監督作品）が、あいち国際女性映画祭2012ショートフィルム・アワードグランプリを受賞。 [1]
- ENBUゼミオーディションにて、CLEOアクターズオフィスに所属となる。

## 人物・エピソード
- 趣味は、パズル、風景写真撮影、ハイキング、ギター。
- パズル検定準1級の資格を持っている。
- 特技は、円盤投、砲丸投。
- 好物は、ニンジン、ドリア、ごまの白和え、パン、実家の米。
- 好きな俳優は、レオナルド・ディカプリオ、ライアン・ゴズリング、ジェシー・アイゼンバーグ、レイチェル・マクアダムス、アンジェリーナ・ジョリー、クリスティン・ベル。
- 好きな歌手は、RADWIMPS。

## 主な活動履歴

### 映画
- 2003年
  - 『棒たおし！』（前田哲監督）生徒役
- 2009年
  - 『風が強く吹いている』（大森寿美男監督）駅伝部マネージャー役
- 2011年
  - 『SAVE JAPAN』（樫村彩監督）モモコ役
  - 『僕と彼女と怪物と』（辻野正樹監督）ミチ子役
- 2012年
  - 『冬の楽園』（篠原哲雄監督）森田茜役（映像デビュー作）
  - 『end of the world』（猪狩裕子監督）ひまり役
  - 『海外志向』（太田達成監督）ギャル役
  - 『メランコリア』（樫村彩監督）客役
  - 『見当たらない死』（辻田洋一郎監督）奥さん役
  - 『スタート』（高橋基史監督）友達役
  - 『モロベエ』（山下敦弘監督）公園に集まった人役
  - 『オチキ』（吉田浩太監督）ライブ観客役
  - 『サイエス』（今福達也監督）祥子役
  - 『震動』（平野朝美監督）
  - 『逢いたくて』（佐島由昭監督）寺内ふみ子役
  - 『ボトルシップ』（金谷真由美監督）加奈役  - あいち国際女性映画祭 ショートフィルムアワードグランプリ受賞
- 2013年
  - 『自分以外全員肉体関係』（星野慶太監督）ミカ役
  - 『Act!』（長友孝和監督）坂本役
  - 『シャボン』（嶋田ゆきえ監督）マナミ役
  - 『地味なケガ』（市井昌秀監督）同僚役
  - 『与える男』（野口航監督）祥子役
  - 『箱入り息子の恋』（市井昌秀監督）市役所職員役
  - 『ドライブ日和』（林史明監督）のぞみ役
  - 『モーメント』（金井純一監督）野々村愛役
- 2014年
  - 『みちずれ』（文晟豪監督）
  - 『ひいなごと』（イワタヒロコ監督）警官役
  - 『父としてできること』（草苅勲監督）娘役
  - 『午前零時の恐怖劇場呪い篇　監督天才』（佐々木友紀監督）助手まきこ役
  - 『ろぼ』（星野慶太監督）OL役
- 2015年
  - 『嘘と汚れ』（猪狩裕子監督）女性社員役 - PFFアワード2015審査員特別賞
  - 『明日に向かって逃げろ』（辻野正樹監督）主演・橋塚靖子役 - 新人監督映画祭フォアキャスト部門入選 - 日本芸術センター第７回映像グランプリ候補 - 横濱ジャック＆ベティ 横濱HAPPY MUS!C映画祭 長編部門 最優秀賞 - 月イチ映画祭上映 最優秀賞受賞
  - 『December Fish』（色川真理子監督）主演・美帆役
- 2016年
  - 『なけもしないくせに』（井上真行監督）夢の中の女役
  - 『しりあがり寿の現代美術 回・転・展「回転道場」』（しりあがり寿監督）弟子役
  - 『死体の人 in Tokyo.』(草苅勲監督) デリヘル嬢役 - 未完成映画予告大賞　審査員特別賞　[2]
- 2017年
  - 『世界を変えなかった不確かな罪』（奥田裕介監督）母・川本光希役
  - 『プレアデス』（大志万宗士監督）ナツコ役
- 2018年
  - 『神と人との間』（内田英治監督）劇団員先輩役
  - 『恋愛依存症の女』（木村聡志監督）劇団員ヨーコ役
  - 『パンク侍、斬られて候』（石井岳龍監督）元祖腹ふり党員役
  - 『月極オトコトモダチ』（穐山茉由監督）とあるOL役 - 第31回東京国際映画祭・日本映画スプラッシュ部門公式出品 - MOOSIC LAB 2018 長編部門 ４部門受賞 (グランプリ、最優秀男優賞、優秀女優賞、ミュージシャン賞)
- 2021年
  - 人妻一番!二人きりトゥナイト（2021年3月12日、オーピー映画）[3]
- 2023年
  - 曖昧な楽園（小辻陽平監督）ラジオ音声役[4]

### テレビドラマ
- 2011年
  - フジテレビ『マルモのおきて』親戚役
  - フジテレビTWO『おくさまは18歳』生徒役
- 2014年
  - 日本テレビ『戦力外捜査官』サギ女役
  - 日本テレビ『はなちゃんのみそ汁』看護師役
  - BSフジ『鈴木光司リアルホラー 杭打ち』ゴルフバー店員役
- 2018年
  - WOWOW『60誤判対策室』刑事役
- 2019年
  - フジテレビ『ラジエーションハウス』脳外科看護師役

### CM
- ISUZU
- あんしん生命
- ファブリーズ〜焼肉篇〜

### 舞台
- 2011年
  - 宴劇座『山幸彦物語Ⅰ』侍女役
  - 中野坂上デーモンズの憂鬱『悪が降る、悪の上に』
- 2012年
  - CLEOプロデュース『風にゆれる、じっと見てる。』藤田役
  - 中野坂上デーモンズの憂鬱『深海の庭。』
- 2013年
  - FlooR『カスタム』梓役
  - 中野坂上デーモンズの憂鬱『花と盲目。』
- 2014年
  - 熱帯『やみらみっちゃ』7役
  - 中野坂上デーモンズの憂鬱『デーモンクエストⅢ』
  - 中野坂上デーモンズの憂鬱『サヨちゃんとウヨくん、愛の所在地。』
- 2015年
  - チームバレンタインコントライブ『どうしようもない僕に監査が降りてきた』
  - フロアトポロジー『桜の餌』松本千佳役
  - フロアトポロジー『エバーランド』永遠恋愛役
  - 中野坂上デーモンズの憂鬱『六月の家族。』
  - 中野坂上デーモンズの憂鬱『不在の豊饒。〜イカの自慰行為vs鳩の合コン〜』
- 2016年
  - 亜熱帯『サブトロピカルサステナビリティ』羽鳥すみれ役
  - 中野坂上デーモンズの憂鬱『青い稲妻〜ゆるやかなパラノイア〜』
  - はぷりか『虹の跡』中村友梨役
  - 中野坂上デーモンズの憂鬱『溺死っ♡』
  - 右マパターン『キセルはきするうまれなおす』みも役
  - 女々『こげた畳とゆれた尻』大関えりこ役
  - 中野坂上デーモンズの憂鬱『意味の誕生。』
- 2017年
  - 中野坂上デーモンズの憂鬱『さあ、役者さんっ』 - 演劇祭オルギア視聴覚室参加作品
  - 中野坂上デーモンズの憂鬱『解放。（再演）』 - 劇王東京大会参加作品
  - 中野坂上デーモンズの憂鬱『園っ、』先輩役
- 2018年
  - 中野坂上デーモンズの憂鬱『三月の家族。』妻役
  - 中野坂上デーモンズの憂鬱『果てっ、』相原役
  - 中野坂上デーモンズの憂鬱『消える』お母さん役
- 2019年
  - Fish story’S『夢ときみと桜サク道』マネージャー・杉山春子役
  - 東京にこにこちゃん『ラブノイズ・イズ・ノット・デッド』浅見役
  - MOHE・MAP#3『アイスクリームマン』瀬川役
  - 中野坂上デーモンズの憂鬱『髄』橋本千鶴子役
- 2025年
  - ザ☆夕方カレー『悲しみよ コニャニャチハ！』[5]

### ラジオ
- 宮崎放送『水木大介の元気じゃろかい？宮崎！』（2016年11月）

### 映像作品
- 2019年
  - 娯楽百貨ch 全7話連続WEBドラマ『A太郎の区区たる問題』